# عربة الاستطلاع المدرعة الخفيفة

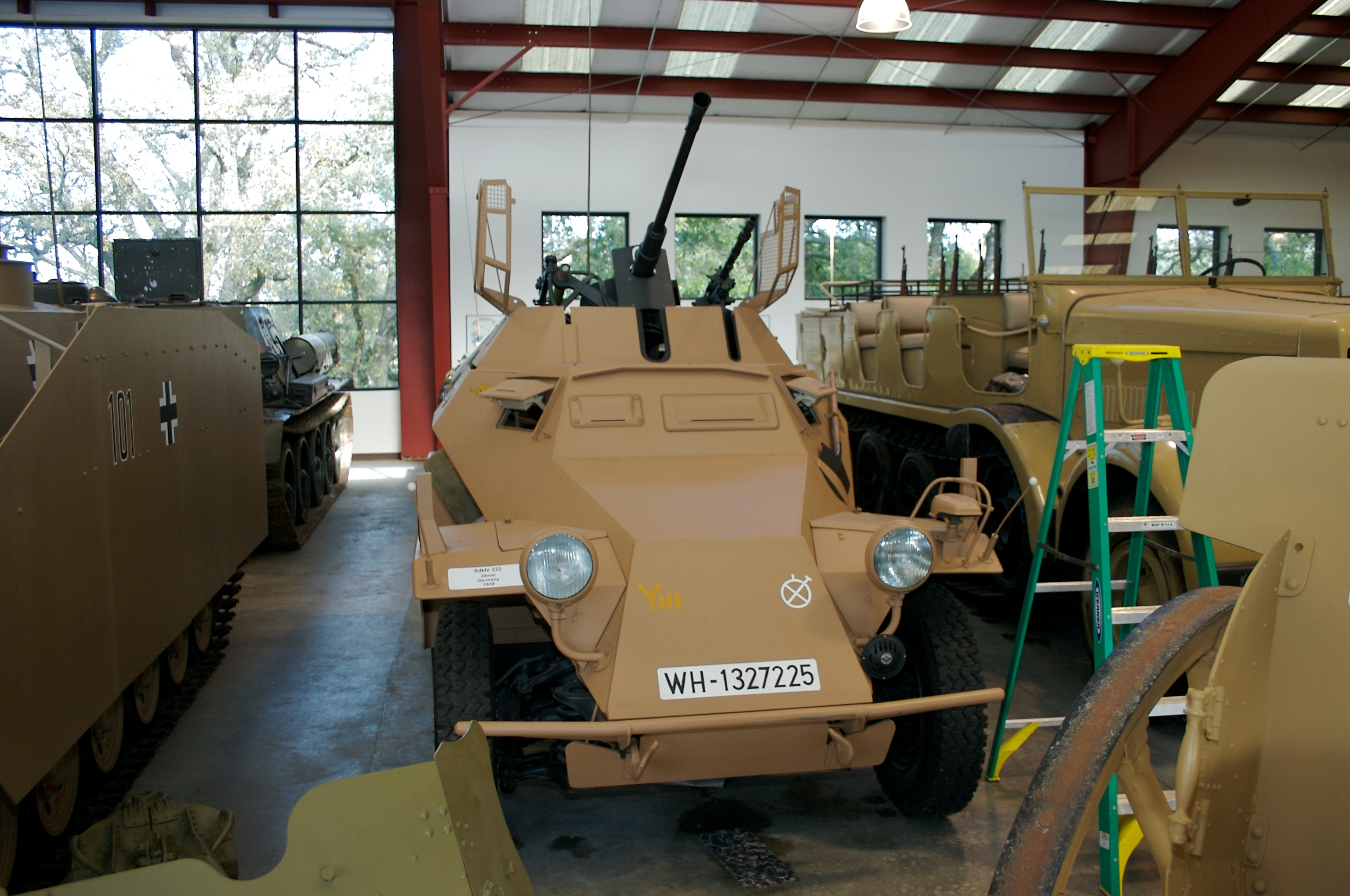
SdKfz. 222.

اللايتشا بانزرشببادن (بالألمانية: Leichter Panzerspähwagen)‏ هي سيارة استطلاع خفيفة مدرعة بأربع عجلات صنعت بين سنتي 1935-1944 لتخدم في الجيش الألماني بصفة رئيسية .

## التاريخ
عندما قدم النازيون إلى السلطة ، أعطي الجيش الألماني اليد الكبرى في اختيار معداته وما يحتاجه ، ومن بين ما اختاره سلسلة السيارات المدرعة ، لذلك بدأ الإنتاج سنة 1935 بتصنيع SdKfz 221 بطاقم ثلاثة رجال برشاش 7.92 مم وتم تطويرها إلى SdKfz 222 التي ظهرت سنة 1938 المسلحة بمدفع 20 مم ك دابليو ك KwK ويوجد داخل البرج مكان صغير للقائد والمدفعي ومشغل الراديو وتوجد أسلاك شائكة فوق البرج لمنع القنابل اليدوية من الوقوع في العربة وتم تصدير عدد منها إلى الصين قبل سنة 1939 .

## معرض الصور

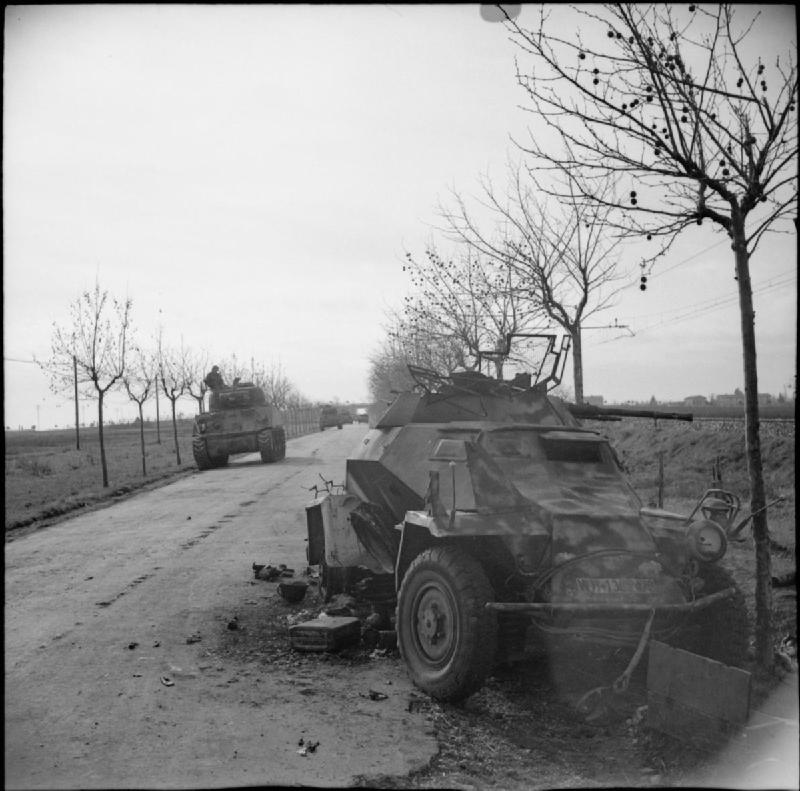
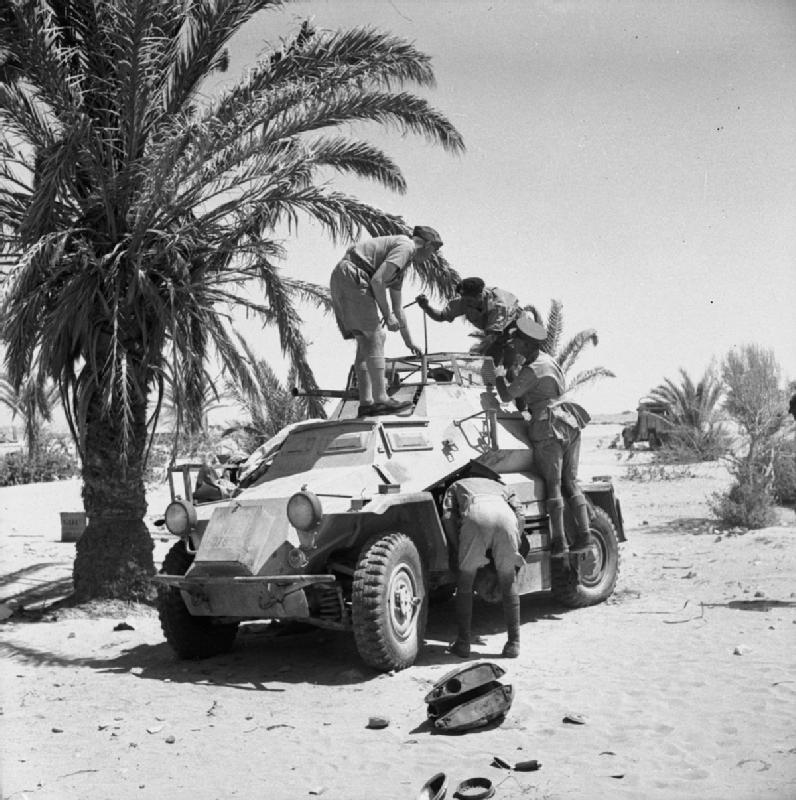

## الأنواع
- SdKfz. 221
- SdKfz 221 mit 2.8 cm
- SdKfz. 222
- SdKfz. 223